# Mnesarchaeidae
Mnesarchaeidae – endemiczna rodzina motyli, obejmująca 2 rodzaje i 14 gatunków; jej przedstawiciele występują jedynie na Nowej Zelandii.

## Pochodzenie
Endemizm tej rodziny jest interpretowany jako wikaryzm przodka z infrarzędu Exoporia, który doprowadził do wydzielenia się allopatrycznych potomków: Mnesarchaeidae o wąskim zakresie występowania i popularnych Hepialoidea – najbliżej spokrewnione z tą rodziną są niesobkowate.

## Morfologia
Imagines to małe osobniki o brązowych skrzydłach, ich rozpiętość skrzydeł wynosi od 7 do 12 mm.

## Tryb życia
Larwy żyją wśród mchów i wątrobowców, przędą wśród nich kryjówkę i kokon. Są polifagami, żerują na grzybach, algach, mchach, wątrobowcach, zarodniach paprotników. Ich cykl życiowy wynosi jeden rok, osiągają dorosłość na wiosnę.
Występują od października do marca, szczytowy pojaw przypada na grudzień. Aktywne nocą, zaobserwowano także aktywność za dnia.

## Występowanie
Rodzina zamieszkuje wyłącznie Nową Zelandię. Żaden z gatunków nie występuje na całym obszarze Nowej Zelandii, na mniejszych wyspach stwierdzono je wyłącznie na Hauturu (Little Barrier Island) i Aotea (Great Barrier Island). 

## Sytematyka
Rodzina jest zaliczana do nadrodziny Hepialoidea lub Mnesarchaeoidea, została opisana naukowo przez Johna Roberta Eyera w 1924 roku. Do 1930 roku poznano 7 gatunków. Współcześnie znanych jest 14 gatunków (stan na 2019 rok). W jej obrębie wydzielono dwa rodzaje: Mnesarchaea Meyrick, 1885 (podział z 2019 roku):
- Mnesarchaea fallax(inne języki) Philpott, 1927[5]
- Mnesarchaea fusca(inne języki) Philpott, 1922[5]
- Mnesarchaea hudsoni(inne języki) Gibbs, 2019[6]
- Mnesarchaea paracosma(inne języki) Meyrick, 1885[5]

oraz rodzaj Mnesarchella:
grupa acuta:
- Mnesarchella acuta(inne języki) (Philpott, 1929)[6] (wcześniej Mnesarchaea acuta Philpott, 1929[5])
- Mnesarchella falcata(inne języki) Gibbs, 2019[6]
- Mnesarchella hamadelpha(inne języki) (Meyrick, 1888) (wcześniej Mnesarchaea hamadelpha Meyrick, 1888[5])
- Mnesarchella ngahuru(inne języki) Gibbs, 2019[6]
- Mnesarchella philpotti(inne języki) Gibbs, 2019[6]
- Mnesarchella stellae(inne języki) Gibbs, 2019[6]
- Mnesarchella vulcanica(inne języki) Gibbs, 2019[6]

grupa fusilella:
- Mnesarchella dugdalei(inne języki) Gibbs, 2019[6]
- Mnesarchella fusilella(inne języki) (Walker, 1864)[6] (wcześniej Mnesarchaea fusilella (Walker, 1864)[5])
- Mnesarchella loxoscia(inne języki) (Meyrick, 1888)[6] (wcześniej Mnesarchaea loxoscia Meyrick, 1888[5])

## Galeria

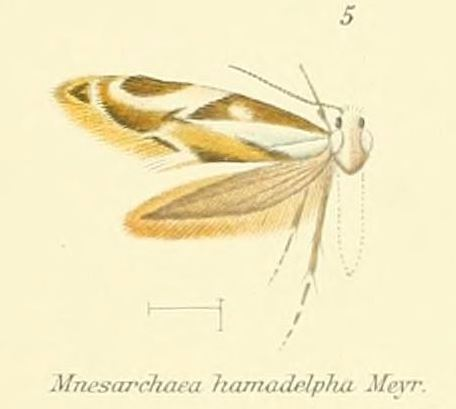
Mnesarchaea hamadelpha
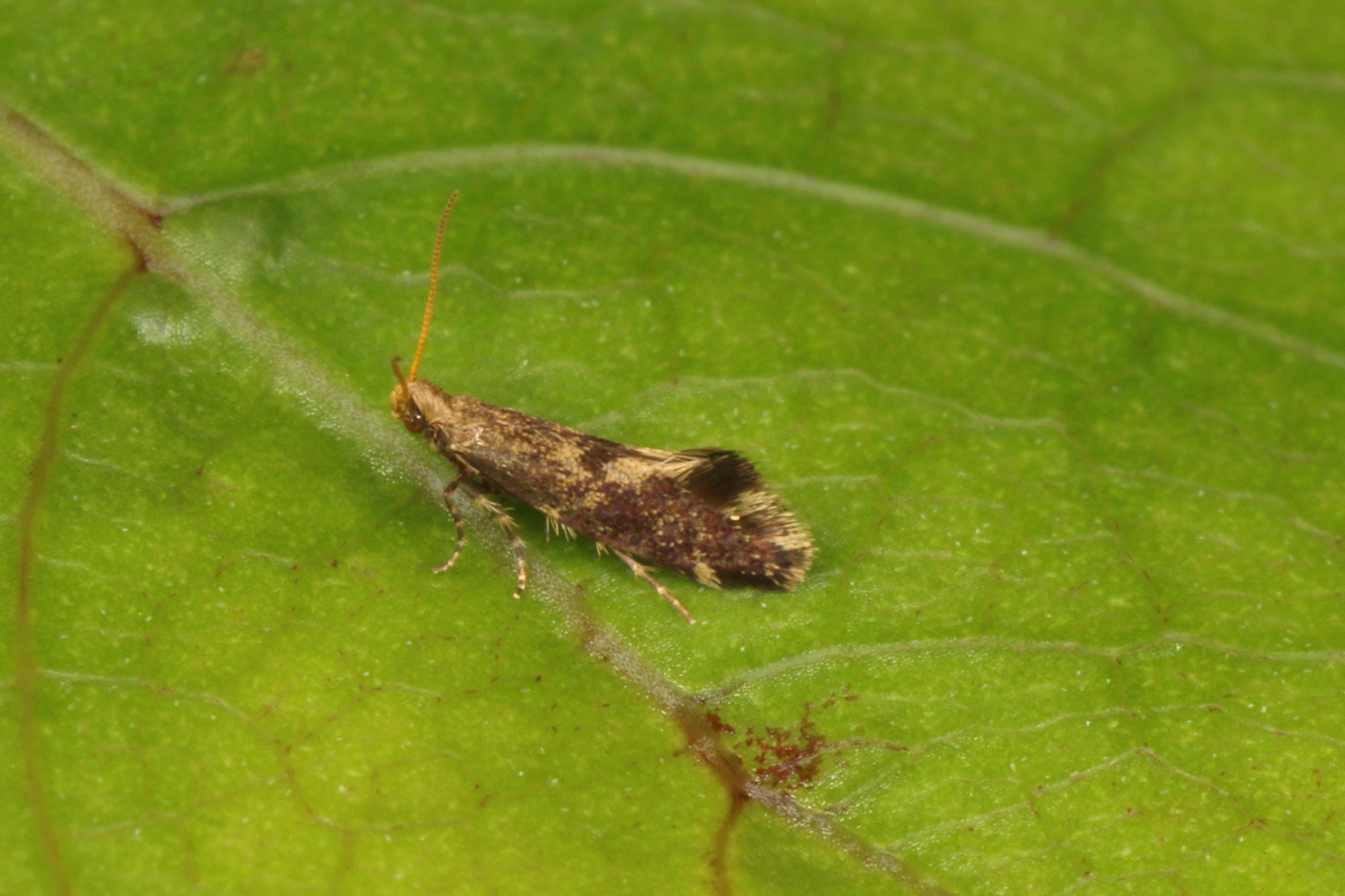
Mnesarchaea fusca
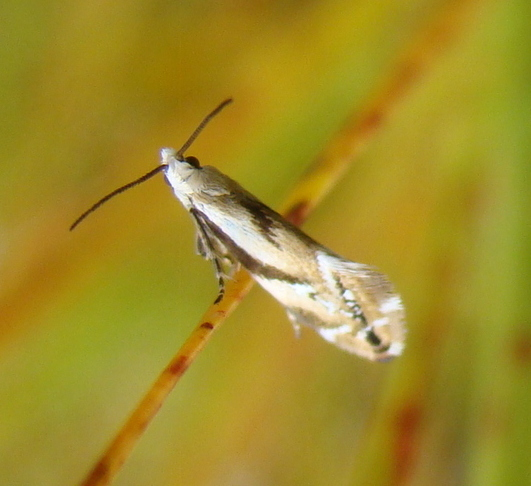
Mnesarchella acuta
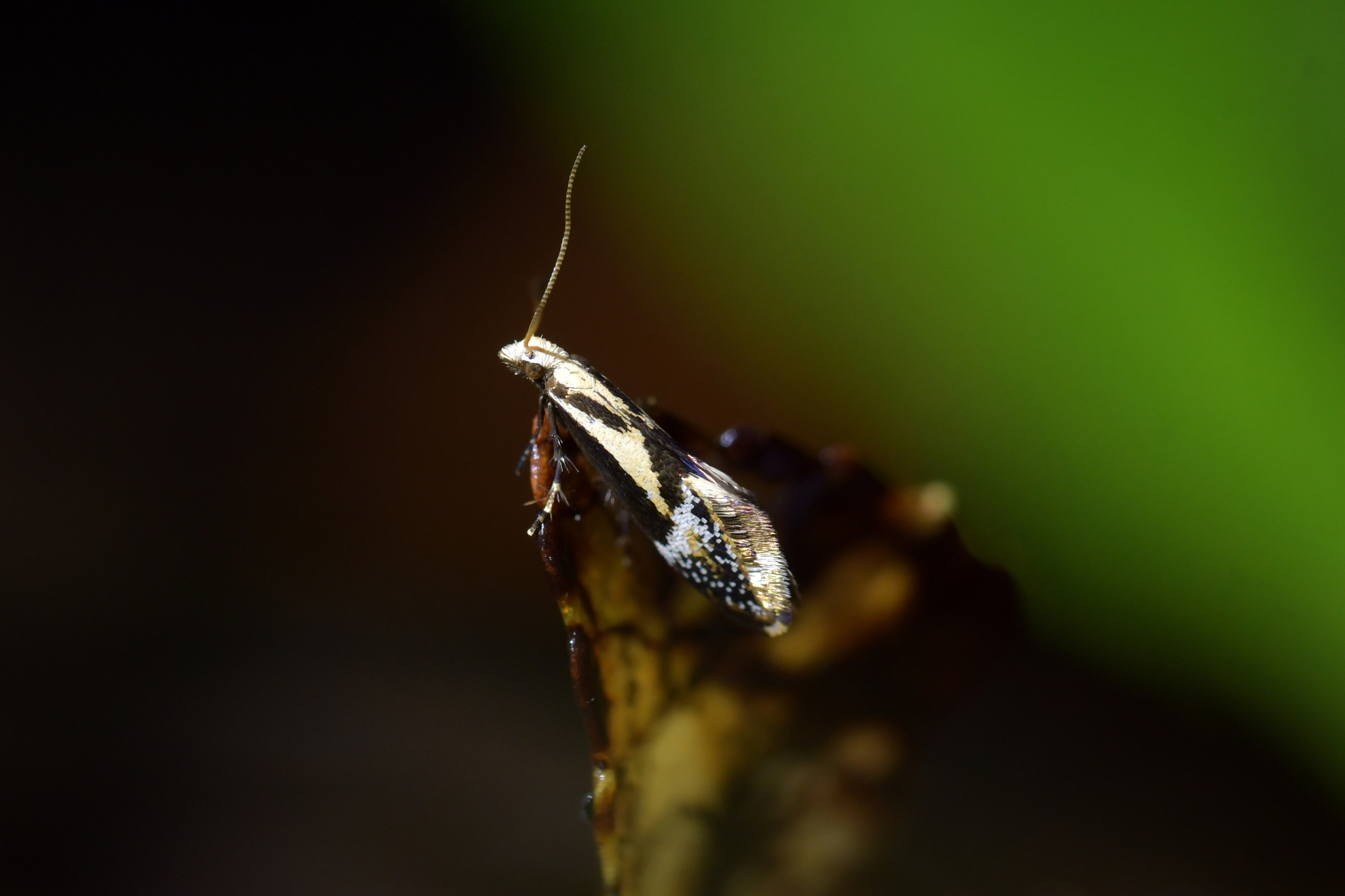
Mnesarchella loxoscia
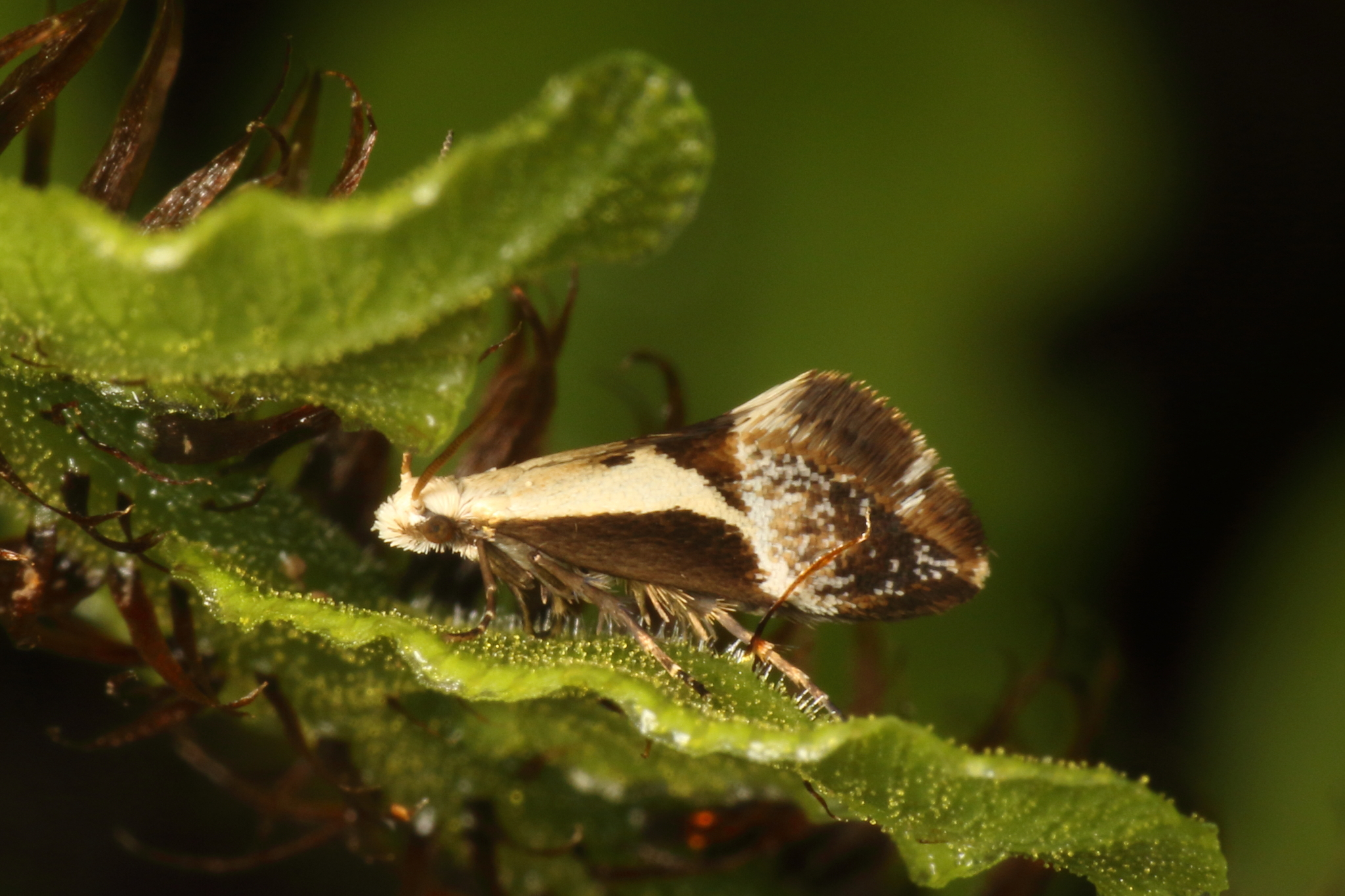
Mnesarchella fusilella